# Oderaue (Naturschutzgebiet)
Der Oderaue ist ein Naturschutzgebiet in der niedersächsischen Stadt Herzberg am Harz und den Gemeinden Hattorf am Harz und Wulften am Harz in der Samtgemeinde Hattorf am Harz im Landkreis Göttingen sowie der Gemeinde Katlenburg-Lindau im Landkreis Northeim.
Das Naturschutzgebiet mit dem Kennzeichen NSG BR 124 ist 510 Hektar groß. Davon entfallen 392 Hektar auf den Landkreis Göttingen und 118 Hektar auf den Landkreis Northeim. Das Naturschutzgebiet ist nahezu vollständig Bestandteil des FFH-Gebietes „Sieber, Rhume, Oder“. Im Westen grenzt es an das Naturschutzgebiet „Naturschutzgebiet Rhumeaue/Ellerniederung/Gillersheimer Bachtal“. Das Gebiet steht seit dem 26. April 2007 unter Naturschutz. Zuständige untere Naturschutzbehörden sind die Landkreise Göttingen und Northeim.
Das Naturschutzgebiet liegt südwestlich des Harzes und erstreckt sich von Scharzfeld an der Stadtgrenze von Herzberg am Harz und Bad Lauterberg im Harz bis zur Mündung der Oder in die Rhume in Katlenburg. Der östliche Bereich bis zur Landesstraße 530 bei Pöhlde liegt innerhalb des Naturparks Harz.
Das Naturschutzgebiet stellt den naturnahen Flusslauf der Oder und ihre Aue sowie die angrenzenden Talhänge des Oderberges bei Scharzfeld unter Schutz. Der weitgehend unbefestigte Flusslauf, der teilweise durch den Südharzer Zechsteingürtel verläuft, weist stark strukturierte Uferbereiche, ausgedehnte Schotterbänke und -inseln sowie zahlreiche Flut- und Nebengerinnen auf. An mehreren Stellen ist der Flusslauf durch Wehre reguliert. Im Bereich des Südharzer Zechsteingürtels treten typische Karsterscheinungen wie Schwinden und Erdfälle auf. So versackt insbesondere zwischen Scharzfeld und Pöhlde das Wasser der Oder im Untergrund, so dass der Fluss in diesem Bereich insbesondere vor dem Bau der Odertalsperre im Harz in trockenen Jahren zeitweise trockenfiel. Das Wasser der Oder, welches hier versackt, tritt in der Rhumequelle wieder zu Tage.
Die Oder wird im Naturschutzgebiet vielfach von strukturreichen Au- und Bruchwäldern mit hohem Alt- und Totholzanteil sowie Laub- und Mischwald begleitet. Daneben sind auf feuchten Standorten verbreitet Hochstaudenfluren, Röhrichte und Weidengebüsche sowie auf trockenen Standorten Ruderalfluren und Magerrasen zu finden. Auf den in das Naturschutzgebiet einbezogenen Hangbereichen des Oderberges bei Scharzfeld stocken naturnahe Wälder, welche als Ausgleichsmaßnahme für den Bau der Bundesstraße 243n forstwirtschaftlich nicht bewirtschaftet werden.
Im Auebereich der Oder befinden sich zahlreiche, überwiegend durch Kiesabbau entstandene Teiche, welche zu einem Teil in das Naturschutzgebiet einbezogen sind.